# Tiff Needell
Timothy Richard Needell, dit Tiff Needell, né le 29 octobre 1951 à Havant (Hampshire), est un ancien pilote automobile et présentateur télé britannique. Il a couru une fois en Formule 1, lors de la cinquième manche de la saison 1980, sur le tracé de Zolder, en Belgique.

## Biographie
Tiff Needell abandonne son métier d'ingénieur pour commencer sa carrière automobile en 1970. Needell court en Formule Ford et, à Brands Hatch, lors d'une course organisé par le magazine automobile britannique Autosport, remporte la course et reçoit en cadeau une Lotus 69F de Formule Ford 1600. Il poursuit dans la discipline et remporte le titre en 1975. En parallèle, il pilote également en 2000, la catégorie supérieure de la Formule Ford. Sa meilleure saison est 1976 où il se classe second du championnat. Il s'engage ensuite en Championnat de Grande-Bretagne de Formule 3 et décroche la quatrième place du championnat en 1978. Puis, vient la Formule 1.
En 1979, il espère courir au sein de l'écurie Ensign en Formule 1 mais doit attendre la saison 1980. Needell n'est engagé qu'à deux reprises. Lors du Grand Prix de Belgique, il se qualifie sur le fil à la vingt-troisième position, devançant Emerson Fittipaldi, dernier sur la grille sur la Fittipaldi F7 et Geoff Lees, David Kennedy et Eddie Cheever, non qualifiés. Il passe sa course à l'arrière du peloton, avant de renoncer sur casse moteur. Il échoue en qualifications lors du Grand Prix de Monaco.
Needell quitte la Formule 1 et rejoint les voitures de sport en 1981. En 1989, après huit années sans résultat notable, Needell pilote une Porsche 962C qu'il conduit jusqu'en 1992. Son meilleur résultat est une troisième place aux 24 Heures du Mans 1990. Il poursuit sa carrière en BTCC avec une Nissan Primera en 1993 et en 1994, sans grand succès.
Entre 1995 et 1997, il dispute les 24 Heures de Daytona et les 24 Heures du Mans. En 1997 lors des 24 heures de Daytona, Needell est en troisième position avant qu'un problème mécanique ne le contraigne à rétrograder à la dix-neuvième place. Ensuite, vient le championnat britannique de GT en 1998. Avec deux victoires au volant de sa Lister Storm, Tiff termine cinquième en catégorie GT1.
Il revient à la compétition en 2000, toujours en GT britannique sur une Lister Storm, et comme en 1998, gagne à deux reprises. Sa carrière automobile s'arrête en 2001, en BTCC, où il fit une petite apparition à Oulton Park, au volant d'une Honda Accord.
Tiff Needell devient présentateur de l'émission anglaise Top Gear entre 1987 et 2001. Après sa suppression par la BBC en 2002, Tiff Needell se lance dans un autre projet, En cinquième vitesse, diffusé sur Five TV.
Il était également présent à la finale de NASCAR Euro Series au Mans en 2013 en tant que pilote.

## Résultats en Championnat du Monde de Formule 1
| Saison | Écurie      | Châssis     | Moteur      | Pneus    | GP disputés | Points inscrits | Classement |
| ------ | ----------- | ----------- | ----------- | -------- | ----------- | --------------- | ---------- |
| 1980   | Team Ensign | Ensign N180 | Cosworth V8 | Goodyear | 2           | 0               | n.c.       |